# Mauk Gerke
Maurits Jean Antoin Servais (Mauk) Gerke (Buitenzorg, 19 oktober 1911 – Diepenheim, 4 september 1984) was een Nederlands burgemeester.
Hij werd geboren in Nederlands-Indië als zoon van Petrus Johannes Gerke (1888-1968) en Maria Wilhelmina Weijerman (1882-1943). Zijn vader werd in 1930 de algemeen secretaris van het Gouvernement van Nederlands-Indië. Zelf is hij eind jaren 30 aan de Rijksuniversiteit Leiden afgestudeerd in het Indisch recht en daarna teruggekeerd naar Nederlands-Indië waar hij als redacteur ging werken bij de algemene secretarie van het Gouvernement van Nederlands-Indië. Tijdens de Tweede Wereldoorlog was hij als krijgsgevangene geïnterneerd in een jappenkamp en werd hij gedwongen om mee te werken aan de Birmaspoorlijn. Na die oorlog was hij tot 1948 opnieuw werkzaam bij de algemene secretarie waar hij het bracht tot referendaris. Daarna kwam hij naar Nederland waar hij bij het Indonesische Hoge Commissariaat in Den Haag ging werken op de afdeling juridische zaken. Als secretaris van de VFR-delegatie was hij betrokken bij de Nederlands-Indonesische rondetafelconferentie van 1949. Begin 1955 trad hij in dienst bij de provinciale griffie van Drenthe. Later dat jaar ging hij als referendaris werken bij de gemeente Assen waar hij ook plaatsvervangend gemeentesecretaris was. In oktober 1958 werd Gerke benoemd tot burgemeester van Diepenheim wat hij zou blijven tot zijn pensionering in november 1976. In 1984 overleed hij op 72-jarige leeftijd.